# 亞美尼亞軍銜
亚美尼亚军衔（Military ranks of Armenia）是亞美尼亞武裝部隊所使用的階級。作為前蘇維埃共和國，亞美尼亞的軍階結構與蘇聯相似。亞美尼亞是內陸國家，因此沒有海軍軍銜。

## 軍階概要
和大多數國家一樣上將是該國的最高頭銜。該級通常任該國總司令的職務。